# Nicolae Ghibu
Nicolae Ghibu (n. 19 noiembrie 1936, General Alexandru Averescu, România) este un regizor și scenarist sovietic și moldovean. 

## Biografie
Ghibu s-a născut în 1936 în satul General Alexandru Averescu, pe atunci parte a României (azi în Ucraina). În 1966 a absolvit Institutul de Cinematografie din Moscova, devenind scenarist și redactor al Comisiei de Cinematografie al RSS Moldovenești. În 1970 a devenit directorul Moldova-Film. 
Unul dintre cele mai cunoscute filme ale sale este Mânia. Acesta a fost filmat în sudul Basarabiei și are drept subiect viziunea sovietică a revoltei de la Tatarbunar. Alt film de-al său, documentarul Iubirea mea, Dunărea a fost filmat în regiunea Odesa, surprinzând compoziția multietnică a regiunii. A colaborat la unele filme cu renumitul compozitor Eugen Doga.
Nicolae Ghibu a realizat peste 50 de filme și lungmetraje, lucrând la Moldova-Film aproape 40 de ani. A scris și cărți despre cinematografia moldovenească.
Nicolae Ghibu se consideră moldovean și a declarat într-un interviu că "e mândru de etnia sa" și că "nu înțelege pe acei compatrioți care se grăbesc să se declare români".